# Gärdslövs landskommun
Gärdslövs landskommun var en tidigare kommun i dåvarande Malmöhus län.

## Administrativ historik
Kommunen bildades i Gärdslövs socken i Vemmenhögs härad i Skåne när 1862 års kommunalförordningar trädde i kraft. 
Vid kommunreformen 1952 uppgick kommunen i Anderslövs landskommun som upplöstes 1967 då denna del uppgick i Trelleborgs stad som 1971 ombildades till Trelleborgs kommun.